# Put Your Head on My Shoulder
"Put Your Head on My Shoulder" là một bài hát của ca sĩ kiêm sáng tác nhạc người Canada Paul Anka. Phiên bản của Anka được ABC-Paramount phát hành năm 1959 với mã catalog 4510040. Bài hát được Don Costa phối nhạc. Mặt B của đĩa là bài "Don't Ever Leave Me". "Put Your Head on My Shoulder" là bài hát thành công, xếp thứ 2 trên bảng xếp hạng Billboard Hot 100.

## Hát lại
Enrique Guzmán (ca sĩ Mexico) hát lại một phiên bản tiếng Tây Ban Nha trong những năm 1960 có tựa đề "Tu cabeza en mi hombro".Tại Mỹ Latinh, phiên bản này còn phổ biến hơn bản gốc tiếng Anh.
Leif Garrett (ca sĩ Mỹ) cũng hát lại một phiên bản năm 1978.